# Steve Borthwick
Stephen William Borthwick (Carlisle, 12 de octubre de 1979) es un entrenador y exrugbista británico que se desempeñaba como segunda línea. Fue internacional con la Rosa de 2001 a 2010, el capitán y actualmente su entrenador en jefe desde 2022.

## Biografía
Fue capitán del equipo de su escuela secundaria y se formó en los Preston Grasshoppers.
En 2003 se graduó de licenciado en Economía por la Universidad de Bath. Está casado y tiene dos hijos.

## Carrera

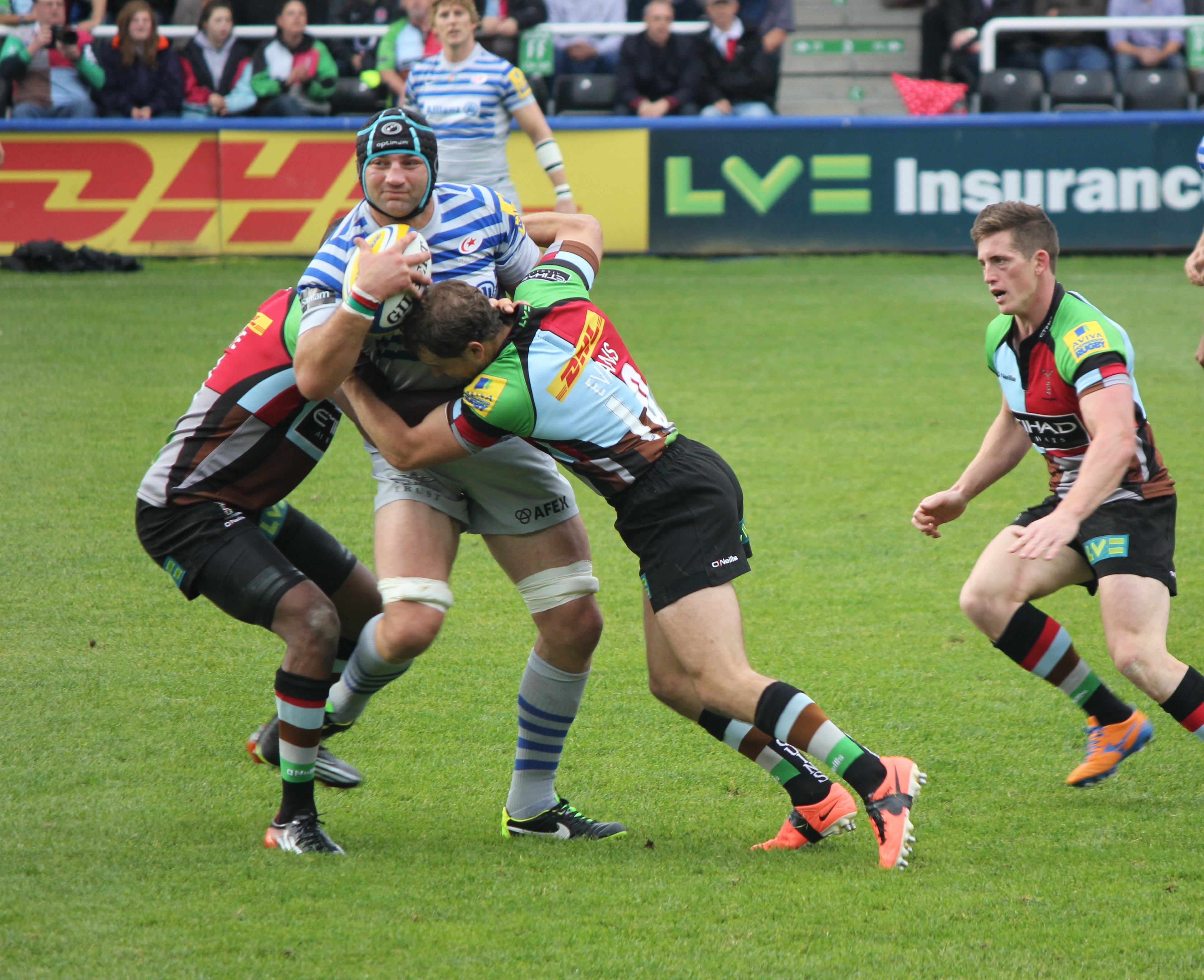
El de casco, jugando para los Saracens en 2013.

Debutó como profesional en Bath Rugby, jugando contra los Saracens, en diciembre de 1998.
En la Premiership Rugby resultó subcampeón en la temporada 2003-04, perdiendo la final ante los Wasps RFC. Fue uno de los tres nominados al premio Jugador del Año de la Liga.
En su último partido capitaneó a la victoria de la European Challenge Cup 2007-08, hasta hoy el último título del club.

### Saracens
Se unió a los Saracens para la temporada 2008-09. Un año después fue nombrado capitán, sucediendo al retirado Andy Farrell.
En la temporada 2009-10 se lesionó y regresó recién para la final, fue derrota contra los Leicester Tigers. Sin embargo, en la temporada siguiente los Saracens ganaron su primer título de liga.
Se retiró al final de la temporada 2013-14, a los 34 años.

## Selección nacional
Representó a los England Saxons en 2001, siendo capitán en su debut ante Gales A.
Clive Woodward lo convocó a la Rosa para las pruebas de mitad de año en 2000, pero no jugó. Disputó el Torneo de las Seis Naciones 2001 e hizo su debut en la victoria contra Les Bleus, Inglaterra ganó la competencia.
Jugó en la victoria de visitante ante los Wallabies en junio de 2003, reemplazando a Ben Kay algunos minutos como sustitución por sangre. Pese a ello, no entró a la lista de convocados para disputar la Copa Mundial de Australia.
Andy Robinson no lo tenía en cuenta, pero en 2005 lo seleccionó de urgencia en reemplazo de un lesionado y Borthwick terminó jugando un papel importante contra los All Blacks, Samoa y los Wallabies. Desde entonces siempre fue convocado.
Martin Johnson lo nombró capitán para el Torneo de las Seis Naciones 2008. Recibió muchas críticas después de las decepcionantes pruebas de fin de año, pero el técnico mantuvo la fe en él.
Se lesionó jugando el Seis Naciones 2010, en el empate a 15 contra Escocia, agravando una lesión en la rodilla y no regresaría jamás a la selección. Fue sustituido por Tom Palmer y Lewis Moody recibió la capitanía.

### Participaciones en Copas del Mundo
Brian Ashton lo llevó a Francia 2007 como suplente de los titulares Ben Kay y Simon Shaw. Solo jugó en tres partidos de grupo, siendo titular contra Tonga; y no participó en la fase final.
| Mundial                       | Sede    | Resultado  | PJ | Tries |
| ----------------------------- | ------- | ---------- | -- | ----- |
| Copa Mundial de Rugby de 2007 | Francia | Subcampeón | 3  | 0     |

## Entrenador
Se formó como técnico bajo la enseñanza de Mark McCall, entrenador de los Saracens, mientras jugaba y también asistía al equipo de la Universidad de Hertfordshire.
Al retirarse como jugador, el australiano Eddie Jones lo nombró su entrenador de forwards en Japón y lo asistió en la Copa Mundial de Inglaterra 2015; los Brave Blossoms sorprendieron al mundo venciendo a los Springboks. Al finalizar el torneo, fue asistente de Andy Robinson como entrenador de forwards en el Bristol Rugby.
En diciembre de 2015, Eddie Jones fue nombrado técnico de Inglaterra y llevó a Borthwick como su entrenador de forwards. Lo asistió hasta la Copa Mundial de Japón 2019, donde la Rosa alcanzó el subcampeonato.

### Leicester Tigers
Tras Japón 2019 la BBC Sport anunció que Borthwick se uniría a los Leicester Tigers. Finalmente, asumió como entrenador en jefe para la temporada 2020-21 y un año después dirigió al equipo a su undécimo título de liga, ganando la Premiership 2022.

### Inglaterra
En diciembre de 2022 la Rugby Football Union anunció que Borthwick asumiría el cargo de entrenador en jefe, en sucesión del despedido Eddie Jones.

## Palmarés
- Campeón del Torneo de las Seis Naciones de 2001.
- Campeón de la European Rugby Challenge Cup de 2007-08.
- Campeón de la Premiership Rugby de 2010–11 y Premiership 2021–22.